# Afonso Nteka
Afonso Nteka OFMCap (* 13. März 1940 in Cazumbi, Portugiesisch-Westafrika; † 10. August 1991) war ein angolanischer römisch-katholischer Ordensgeistlicher und Bischof von M’banza Kongo.

## Leben
Afonso Nteka trat der Ordensgemeinschaft der Kapuziner bei und empfing am 5. September 1971 das Sakrament der Priesterweihe. Später wirkte er als Generalvikar des Bistums Uije.
Am 8. November 1984 ernannte ihn Papst Johannes Paul II. zum ersten Bischof von M’banza Kongo. Papst Johannes Paul II. spendete ihm am 6. Januar 1985 im Petersdom die Bischofsweihe; Mitkonsekratoren waren der Substitut des Staatssekretariates, Kurienerzbischof Eduardo Martínez Somalo, und der Sekretär der Kongregation für die Evangelisierung der Völker, Kurienerzbischof Duraisamy Simon Lourdusamy.